# Київська академія прикладних мистецтв
Київська академія прикладних мистецтв включає в себе Міжнародний інститут моди і дизайну, Міжнародний фаховий коледж моди і дизайну, професійний ліцей моди і дизайну, професійні курси у школі краси, професійні курси у школі дизайну, школу моделей "Красиві моделі" ("Beautiful models"), навчальні відділення у м. Києві по вулиці Гарматній 26/2, будинок культури "Росток" (станція метро "Шулявська"); по вулиці Олександри Екстер, 6 (Троєщина); по вулиці Архітектора Вербицького, 14-Г (станція метро "Харківська"); у центрі міста Одеса (Одеське відділення) по вулиці Преображенській, 75; у місті Варшаві Республіки Польща (Варшавське відділення) по ul. Juliana Smulikowskiego, 4-A, lok 41,  ibs-beauty.com — вищий навчальний заклад з підготовки фахівців у сфері мистецтва, дизайну, моди і краси, пропаганди українського молодіжного мистецтва в країнах Європи. 
КАМП широко відома в Україні та в країнах Європейського союзу  завдяки заснованому Академією популярному щорічному міжнародному фестивалю молодіжної моди "Кришталевий Янгол", шоу-балету "Епатаж", журналу "Локон", численним шоу-показам, конкурсам, чемпіонатам. 

## ЗА ФАХОМ ПРАЦЮЮТЬ  98%  ВИПУСКНИКІВ АКАДЕМІЇ
Один з найвищих серед аналогічних  вищих навчальних закладів інших країн світу рівень фахового підготовлення бакалаврів забезпечує майже цілковиту в обсязі 98% витребуваність у працевлаштуванні  випускників Академії насамперед в Україні, але також у Французькій Республіці, Італійській Республіці, Португальській Республіці, Королівстві Іспанія, Чеській Республіці, Канаді, Швейцарській КонфедераціЇ, Державі Ізраїль, Республіці Польща, Князівстві Андорра, Об'єднаних Арабрських Еміратах тв в інших країнах світу. 

## Мовний скандал
15 травня під час зборів за участю студентів та проректора, з останнім розгорівся мовний скандал, проректор, на зауваження щодо використання державної мови вигнав студентку, наголосив, що «російська мова є київською мовою» та вигнав студентку із зборів, супроводжуючи погрозами, що він журналіст і зробить студентці погану характеристику і вона ніде не влаштується. Пізніше виявилось, що більшість лекцій у закладі теж використовують російську мову. Скандал набув широкого розголосу після публікацій записів зустрічі одним із блогерів соцмережі на прохання підписника. На думку мовного омбудсмена, в інциенті прослідковується ознаки публічного приниження державної мови.